# Pareulype lasithiotica
Pareulype lasithiotica är en fjärilsart som beskrevs av Hans Rebel 1906. Pareulype lasithiotica ingår i släktet Pareulype och familjen mätare. Inga underarter finns listade i Catalogue of Life.